# Миливој Сребро
Миливој Сребро је есејиста, књижевни критичар и професор на Катедри за словенске студије Универзитета „Мишел де Монтењ“ у Бордоу.
Рођен је 1957. године у Шумњацима код Гламоча. Студије књижевности је завршио у Београду. Био је уредник часописа „Књижевна критика“, дугогодишњи критичар недељника „НИН“ и један од чланова жирија овог часописа за избор романа године. Од 1990. године живи у Француској где је одбранио докторску дисертацију на тему „Рецепција савремене српске књижевности у Француској“.
Објавио је велики број чланака и есеја у српским и француским часописима.